# Луговий Володимир Йосипович
Володи́мир Йо́сипович Лугови́й (* 1939) — український біолог. Доктор біологічних наук. Професор. Лауреат Державної премії України в галузі науки і техніки (1992).
Працював у Харкові в Інституті проблем кріобіології і кріомедицини НАН України завідувачем відділу.

## Премії
- 19 грудня 1992 року — Державна премія України в галузі науки та техніки за цикл праць «Створення наукових основ та методів кріоконсервування клітинних суспензій і їх застосування у медицині» (разом із групою учених, серед яких Аполлон Білоус, Віктор Моїсеєв, Анатолій Гольцев, Олексій Воротілін, Галина Лобинцева, Георгій Когут, Семен Лаврик) [1].